# 永遠のサバンナ
『永遠のサバンナ-薔薇のしっぽ-』は、早瀬優香子の2作目の映像作品。1989年10月25日にシックスティレコード（販売元はワーナー・パイオニア）より発売された。

## 概要
- 映画『キスより簡単』で共演した若松孝二監督によるアフリカ撮影によるイメージビデオ。アルバム『薔薇のしっぽ』『水と土』『ポリエステル』収録曲を中心に映像化。
- 収録された楽曲のうち「SALT VALLEY (Instrumental)」「SAVANNA (Monologue Version)」の2曲はこの作品のみ収録で現在まで未CD化である。
- 風景中心で映像集『躁鬱SO・UTSU』みたいな、歌唱シーンは一切無い。
- ジャケット写真はVHSとLDで一部異なり、VHSは通常の早瀬本人のポートレート写真、LDではポートレート写真と背景写真との合成になっている。

## 収録曲
1. IL（ベッドの中では）
  - 日本語詞：早瀬優香子／作詞：Claret／作曲：Lyprendi・Claret／編曲：前嶋康明&カルロス菅野
2. ポリエステルと夜
  - 作詞。作曲：千石花土根／編曲：戸田誠司

※早瀬優香子本人のモノローグが挿入されている。
3. Lobbyの生活
  - 作詞・作曲：早瀬優香子／編曲：水野正敏
4. 永遠のサバンナ
  - 作詞・作曲：早瀬優香子／編曲：前嶋康明&カルロス菅野
5. 薔薇のしっぽ
  - 作詞・作曲：早瀬優香子／編曲：前嶋康明&カルロス菅野
6. 5才の子供
  - 作詞・作曲：早瀬優香子／編曲：前嶋康明&カルロス菅野
7. あなたのキリンが走る
  - 作詞：早瀬優香子／作曲：塩谷哲／編曲：米光亮
8. SALT VALLEY (Instrumental)
  - 作曲：カルロス菅野・塩谷哲

※アルバム未収録、未CD化。このビデオのみ収録。タイトルは作曲者名から。打ち込みによるインストゥルメンタル。
9. さばくのPool
  - 作詞・作曲：早瀬優香子／編曲：水野正敏

※冒頭に現地の人達との掛け合いが収録され、アルバムではファイドアウトで終わるエンディングはカットアウトに編集されている。
10. SAVANNA (Monologue Version)
  - 作曲：早瀬優香子

※アルバム未収録、未CD化。「永遠のサバンナ」のインスト・ヴァージョン。未表記ではあるが、アルバム『薔薇のしっぽ』収録のインスト・ヴァージョンとは別アレンジ。打ち込みによるインストゥルメンタルに早瀬本人のモノローグが挿入されている。
11. 家へ帰るの
  - 作詞：早瀬優香子／作曲：平山国次／編曲：前嶋康明&カルロス菅野
12. マリリン＆ジョンの微笑(Album Version)
  - 日本語詞：三浦徳子／作曲：Etienne Roda-Gil・Frank Langolff／編曲：前嶋康明&カルロス菅野

- M-1,4,5,6,7,11,12－アルバム『薔薇のしっぽ』収録。
- M-3,9－アルバム『水と土』収録。
- M-2－アルバム『ポリエステル』収録。

## クレジット
- 監督：若松孝二
- 制作：若松プロダクション
- 撮影：塩谷真
- 撮影助手：矢崎良勝
- 助監督：井上淳一、嶋公浩
- 照明：安河内央之、内原真也、片嶋一貴、西山洋一
- 通訳：平田伊都子
- 映像現像所：東映化学（TOVIC）
- インストゥルメンタル：NACK
- ロケーション・コーディネイト：ARAB JAPAN、ART PRODUCTION CO・s.a.r.i.
- レコーディング・エンジニア：中越道夫
- ミキシング・エンジニア：田中信一
- ディレクション・コーディネイト：DHIBI ABDELKADER
- プランナー：鵜之澤伸
- エグゼクティブ・プロデューサー：三野明洋

## 発売形態
| 形態 | 発売日         | 品番      | 発売元                                     | 備考 |
| ---- | -------------- | --------- | ------------------------------------------ | ---- |
| LD   | 1989年10月25日 | 65L6-8054 | Sixty Records 販売元：ワーナー・パイオニア |      |
| VHS  | 1990年05月25日 | NRS-1020  | バンダイメディア事業部                     |      |